# プディング

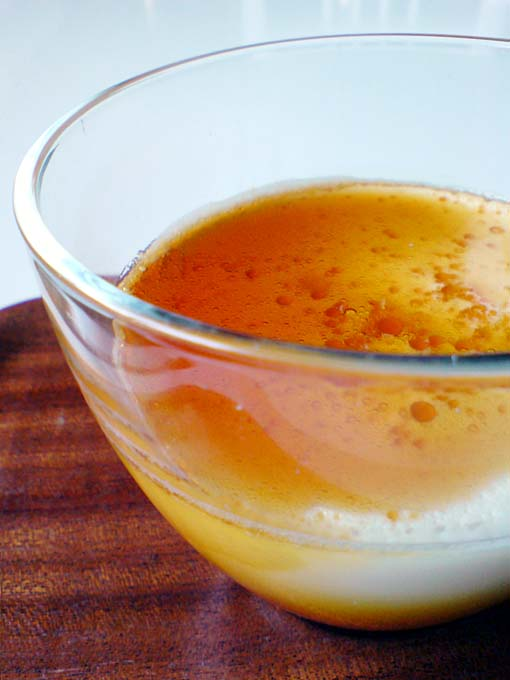
カスタードプディング

プディング（英: pudding）は、小麦粉、米、ラード、肉、卵、牛乳、バター、果物などの材料を混ぜて、砂糖、塩などの調味料や香辛料で味付けし、煮る、蒸す、焼くなどして固めた料理の総称。

## 概要
pudding の原型は古英語の puduc で、元来は腫れ物を指す語であったとされる。これが中英語でソーセージの一種を指す poding やフランス料理の腸詰ブーダンboudinとなり、今日の多様な蒸し料理のジャンルを指す pudding となり、後にゼラチンやコーンスターチで固めるタイプの料理もその形状からプディングと呼ばれるようになった。
別の説として、ゲール諸語で動物の内臓を指す言葉（poten,podin,put,pudなど）が語源であり、それらを使った腸詰め料理法であるプディング(puding)またはポディング(ponding)が、16世紀前後にスコットランドからイングランドにバッグ・プディング(bag pudding)の名で伝わり、現在の形に繋がったというものもある。記録にあるお菓子としてのプディングの始まりは17世紀のプラム・プディングが始まりであり、ヴィクトリア朝の時代にかけて多様化していく。ハイティーの文化に合わせて、動物性の油脂を使った重いプディングも多い。
ブラックプディングのような初期のプディングは、動物の腸を使っていたため狩猟シーズンしか作ることができず、簡単に作れる料理でもなかった。その後、腸の代わりに布で包む方法が考案されプディングは広く普及した。家にかまどを持たない下層階級の人々にとって、少ない燃料費で作れるうえに栄養価の高い合理的で経済的な食品だった。
ライスプディング、ブレッドアンドバタープディング、ブラックプディング、ヨークシャー・プディング、チョコレートプディングなど、メイン料理からデザートまで、その種類は多岐にわたる。
またイギリスでは、「本日のプディング」のようにデザートの同義語としても用いる。例として、ベイクウェルプディングはプディングではなくペイストリーの一種である。

## 日本への伝来
日本で一般的にプリンとよばれるカスタードプディングもプディングの一種である。プディングが日本に伝わったのは、江戸時代後期から明治時代初期である。日本語においてプディングは、明治期に「プリン」という発音・カナ表記に落ちついた。ただし、日本では「プリン」はもっぱら甘味・菓子としてのプディングを指し、それ以外を「プディング」と呼び分けている。食事の献立をなす料理としては日本にも茶碗蒸しや玉子豆腐などがあるが、これらを指して「プリン」あるいは「プディング」と呼ぶことはない。

## プディングの種類
- カスタードプディング
  - レチェ・フラン
  - クレームブリュレ
  - クレマカタラーナ
  - ボネ
  - キンジン
- ヨークシャー・プディング
- クリスマスプディング
- サマープディング
- 柿プディング
- ブラックプディング（Black pudding）
- ホワイトプディング（White pudding）
- ブレッド・アンド・バター・プディング
- ブレッドプディング
- ライスプディング
  - ミルヒライス
  - リオレ
  - アロス・コン・レチェ
  - ストラッチ
- クーゲル
- クゲリス
- ババロア
- クラフティ
- ブラン・マンジェ
- パンナ・コッタ
- マンゴープリン
- 牛乳プリン
- 生姜牛乳プリン
- 豆乳プリン
- チョコレートプリン
- カヌレ
- カステラ
- ティラミス
- プーティン（語源が「プディング」で、プディング状の料理が含まれる）
- ハルヴァ
- ベビンカ
- 砵仔糕（香港の菓子）